# Port d'Osaka
El port d'Osaka (大阪港, Ōsaka-kō) és un port marítim, industrial, comercial i pesquer que es troba a la badia d'Osaka, a la ciutat d'Osaka, Japó. És el port més important del Japó occidental i un dels més importants de tot el país després dels ports de Tòquio i Yokohama. El port està dirigit per la regidoria de ports d'Osaka, depenent de l'ajuntament d'Osaka.

## Història
Conegut en temps antics com a Naniwazu (難波津), el port d'Osaka ha servit de punt de partida per a travessies entre el Japó i la península de Corea i la Xina. Des de la seua obetura al comerç amb l'estranger l'any 1868 la indústria i el comerç amb seu a Osaka van començar a prosperar i el nombre de vaixells que utilitzaven el port d'Osaka va augmentar dràsticament gràcies a la construcció de nous ports. El port d'Osaka, com un dels principals ports de la nació, va entrar en una època de prosperitat, convertint-se en un dels principals ports comercials asiàtics. El port continua prosperant com un port comercial pròsper internacional gràcies al seu compromís amb la revisió d'instal·lacions, la utilització de tecnologia d'última generació i la prestació de serveis portuaris millorats.
El districte urbà de Minato deu el seu nom al port, ja que "minato" vol dir "port" i s'escriu amb el mateix kanji.

## Geografia

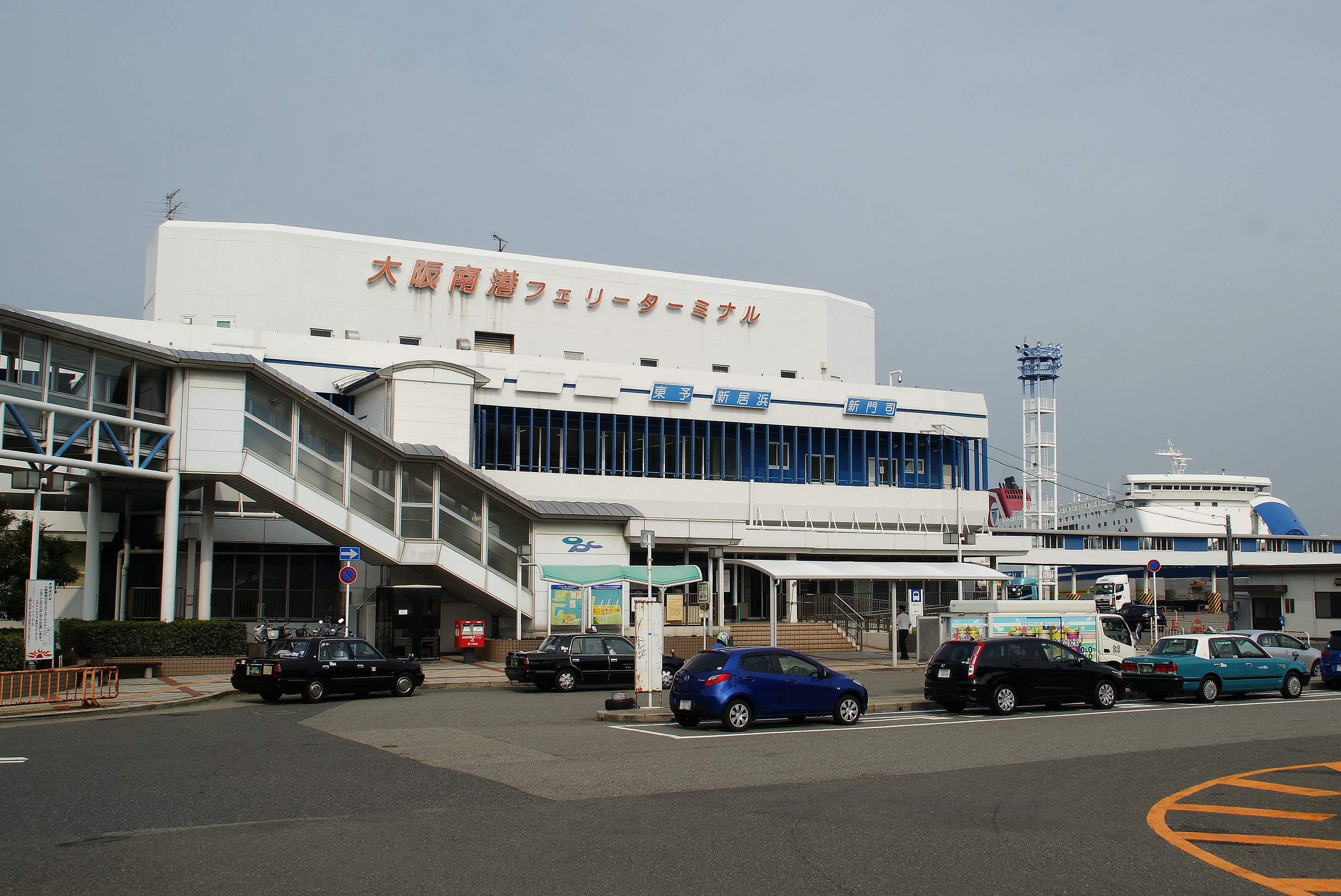
Terminal de passatgers del port del sud

### Port del sud
El port del sud o Nankō (南港) en japonès es troba localitzat a la costa del districte de Suminoe, al sud-oest de la ciutat d'Osaka, de ahí el nom del port. Al port del sud s'hi troba la terminal internacional de transbordadors, inaugurada l'1 de maig de 1996 i des d'on operen diverses companyies amb les úniques destinacions internacionals de Xangai, a la RPX i Pusan, a la república de Corea. També des del port del sud salpen transbordadors a destinacions nacionals com Matsuyama, a la prefectura d'Ehime, a Beppu (Oita), Kitakyushu (Fukuoka) i la prefectura de Kagoshima.